# Евергем
Евергем (на нидерландски: Evergem) е селище в Северна Белгия, окръг Гент на провинция Източна Фландрия. Населението му е около 32 200 души (2006).
В Слейденге, подобщина на Евергем, е роден политикът Вилфрид Мартенс (1936-2013).